# UE Santa Coloma
Unió Esportiva Santa Coloma známý jako UE Santa Coloma je andorrský fotbalový klub sídlící ve vesnici Santa Coloma d'Andorra. Klub hraje v Primera Divisió, nejvyšší lize Andorry.

## Rivalita

### El Derbi Colomenc
UE Santa Coloma je soused klubu FC Santa Coloma. Rivalita mezi těmito dvěma týmy vzrostla od sezóny 2009/10, kdy tyto týmy soupeřily o vítězství v Premier Andorran League. Jejich společné derby se nazývá El Derbi Colomenc.

## Soupiska
| Číslo |                  | Pozice | Hráč             |
| ----- | ---------------- | ------ | ---------------- |
| 1     | Španělsko        | B      | Juanpe Navarro   |
| 2     | Andorra          | O      | Eric de Pablos   |
| 3     | Španělsko        | O      | Marcos Blasco    |
| 4     | Andorra          | O      | Christian García |
| 5     | Kolumbie         | O      | Camilo Puentes   |
| 7     | Španělsko        | Ú      | Jorge Bolívar    |
| 8     | Španělsko        | Z      | Andrés Mohedano  |
| 9     | Španělsko        | Ú      | Faysal Chouaib   |
| 10    | Rovníková Guinea | Ú      | Salomón Obama    |
| 11    | Španělsko        | Ú      | Joaquinete       |
| 13    | Francie          | B      | Alex Ruiz        |
| 14    | Portugalsko      | O      | Luca             |

| Číslo |             | Pozice | Hráč               |
| ----- | ----------- | ------ | ------------------ |
| 15    | Španělsko   | Z      | Youssef El Ghazoui |
| 16    | Španělsko   | Z      | Rafa Palao         |
| 17    | Andorra     | O      | Dacu               |
| 18    | Španělsko   | Z      | Alejandro Gómez    |
| 19    | Španělsko   | Z      | Pablo Molina       |
| 21    | Andorra     | Z      | Ludovic Clemente   |
| 23    | Paraguay    | Ú      | Franco de Jesús    |
| 24    | Španělsko   | Z      | Marc Castells      |
| 25    | Maroko      | Ú      | Karim L'Koucha     |
| 26    | Portugalsko | O      | Manu Ribeiro       |
| 30    | Španělsko   | Ú      | Juanito Sánchez    |
| 44    | Španělsko   | O      | Álvaro San Miguel  |